# Octavio Valdez
Octavio Valdez Martínez (né le 7 décembre 1973 à Santiago Acutzilapan au Mexique) est un joueur de football international mexicain, qui évoluait au poste de milieu de terrain.

## Biographie

### Carrière en sélection
Avec l'équipe du Mexique, il joue 30 matchs (pour aucun but inscrit) entre 2001 et 2004. 
Il figure dans le groupe des sélectionnés lors de la Coupe des confédérations de 2001. Lors de la compétition, il joue deux matchs : contre la Corée du Sud et la France.
Il participe également à la Gold Cup de 2003, ainsi qu'aux Copa América de 2001 et de 2004. Il remporte la Gold Cup en 2003 et atteint la finale de la Copa América en 2001.

## Palmarès
| \| Deportivo Toluca - Championnat du Mexique (1) : - Champion : 2002 (Apertura). - Coupe des champions (1) : - Vainqueur : 2003. \| \| Pachuca - Championnat du Mexique (1) : - Champion : 1999 (Invierno). \| \| Club América - Championnat du Mexique (1) : - Champion : 2002 (Verano). \| |  | Mexique - Gold Cup (1) : - Vainqueur : 2003. - Copa América : - Finaliste : 2001. |  |                                                                         |
| Deportivo Toluca - Championnat du Mexique (1) : - Champion : 2002 (Apertura). - Coupe des champions (1) : - Vainqueur : 2003. |  | Pachuca - Championnat du Mexique (1) : - Champion : 1999 (Invierno).              |  | Club América - Championnat du Mexique (1) : - Champion : 2002 (Verano). |